# Eurasianet
Eurasianet是美國的一個獨立新聞社，總部位於哥倫比亞大學哈里曼研究中心，以英語與俄語發表中亞、高加索、俄羅斯與西亞地區的新聞。Eurasianet自2000年開始發表新聞，最初為開放社會基金會歐亞計畫下屬的項目，2016年成為一獨立、免稅與非營利的新聞組織。Eurasianet現接受Google、開放社會基金會、英國外交部、阿諾德·薩爾茲曼戰爭與和平研究所與美國國家民主基金會等組織贊助。
Eurasianet於2007年因對吉爾吉斯革命的特別報導而獲EPpy獎。2011年又獲EPpy獎選為每月訪客低於25萬人組別的最佳新聞網站。